# Oidipus i Kolonos
Oidipus i Kolonos är en tragedi författad av Sofokles. Den utgör en fortsättning på Kung Oidipus. I denna pjäs får den blinde och landsflyktige Oidipus en fristad i Kolonos utanför Aten. Den behandlar lidandet och medlidandet. Ingemar Hedenius beskrev den som "Med sin rika mänsklighet och sin djupa, liksom blommande skönhet är det för mig det största av alla de grekiska dramerna." Sofokles var i 90-årsåldern när stycket skrevs.